# ملعب فورتونا سيتارد

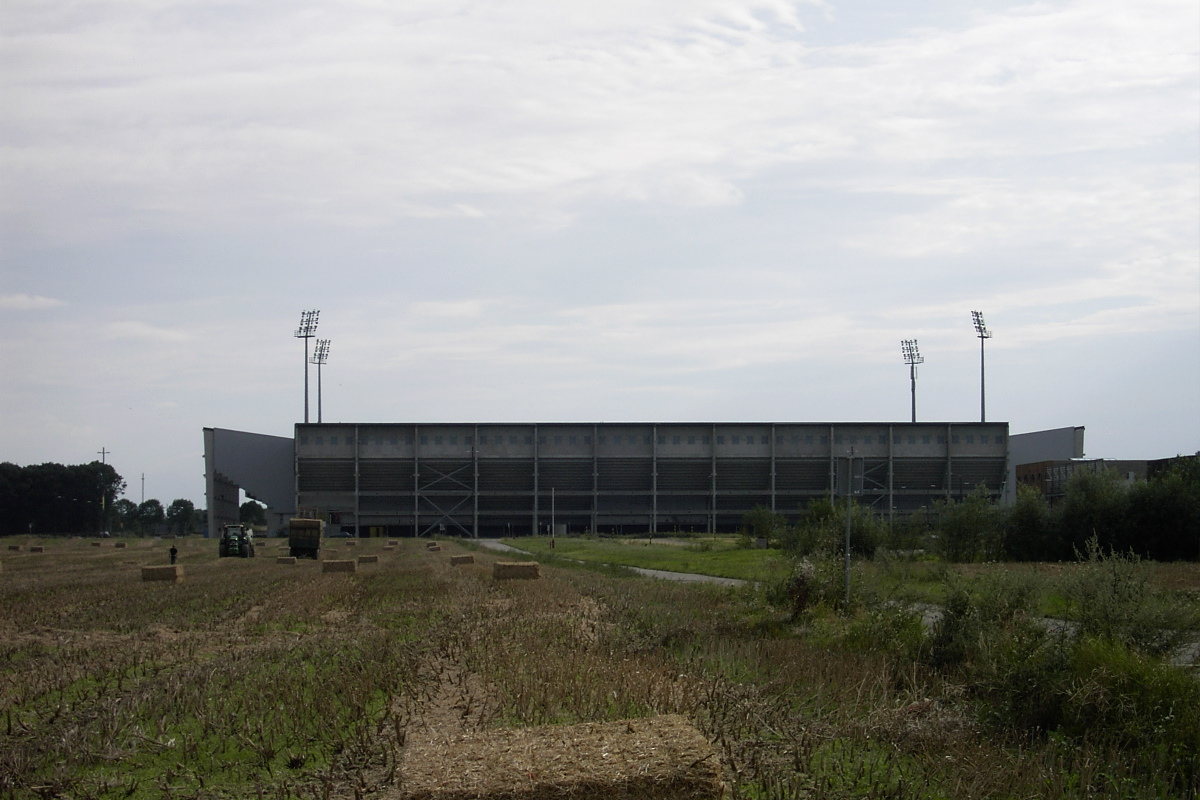
ملعب فورتونا سيتارد

ملعب ملعب فورتونا سيتارد هو ملعب متعدد الاستخدامات بسعة 12500 متفرج في سيتارد، هولندا . يستخدم حاليًا في الغالب لمباريات كرة القدم، وهو الملعب الرئيسي لفريق فورتونا سيتارد. تم تشييده في موقع منطقة صناعية في عام 1999.